# Sandy Dorador
Gladys Dorador Inga, más conocida como Sandy Dorador,  (Lima, 4 de enero de 1990) es una futbolista peruana que juega como delantera de Alianza Lima y de la Selección femenina de fútbol del Perú.

## Biografía
Sandy Dorador nació en Lima. Comenzó a jugar fútbol a los ocho años de edad. Debido al sexismo y a los roles de género Dorador fue rechazada de las canchas donde jugaban niños y sufrió constantemente discriminación en su carrera futbolística. A los 14 años fue convocada por primera vez a una competencia profesional y a los 15 años integró por primera vez un seleccionado nacional de su país.

## Trayectoria
Dorador integró la selección nacional que disputó el Campeonato Sudamericano Femenino Sub-20 de 2006, el Campeonato Sudamericano de Fútbol Femenino de 2006 y los Juegos Panamericanos de 2019. Fue convocada al conjunto peruano que disputará la Copa América 2022.

## Estadísticas
| Club              | Div           | Temporada     | Liga  | Liga  | Copas nacionales(1) | Copas nacionales(1) | Torneos internacionales(2) | Torneos internacionales(2) | Total | Total | Media goleadora(3) |
| Club              | Div           | Temporada     | Part. | Goles | Part.               | Goles               | Part.                      | Goles                      | Part. | Goles | Media goleadora(3) |
| ----------------- | ------------- | ------------- | ----- | ----- | ------------------- | ------------------- | -------------------------- | -------------------------- | ----- | ----- | ------------------ |
| Alianza Lima Perú | 1ª            | 2021          | 12    | 8     | —                   | —                   | 4                          | 2                          | 16    | 10    |                    |
| Alianza Lima Perú | 1ª            | 2022          | 16    | 7     | —                   | —                   | —                          | —                          | 16    | 7     |                    |
| Alianza Lima Perú | 1ª            | 2023          | 15    | 10    | —                   | —                   | —                          | —                          | 15    | 10    |                    |
| Alianza Lima Perú | 1ª            | 2024          | 18    | 7     | —                   | —                   | —                          | —                          | 18    | 7     |                    |
| Alianza Lima Perú | Total club    | Total club    | 61    | 32    | —                   | —                   | 4                          | 2                          | 65    | 34    |                    |
| Total carrera     | Total carrera | Total carrera | 61    | 32    |                     |                     | 4                          | 2                          | 65    | 34    |                    |

### Goles internacionales
Las puntuaciones y los resultados enumeran primero los goles de Perú
| N.º | Fecha                   | Recinto                                              | Adversario | Puntuación | Resultado | Competencia                                     |
| --- | ----------------------- | ---------------------------------------------------- | ---------- | ---------- | --------- | ----------------------------------------------- |
| 1   | 15 de noviembre de 2006 | Estadio José María Minella, Mar del Plata, Argentina | Bolivia    | 2 -1       | 2-1       | Campeonato Sudamericano de Fútbol Femenino 2006 |

## Palmarés
Titulos Nacionales
| Título | Club              | País | Año  |
| ------ | ----------------- | ---- | ---- |
| Liga 1 | Club Alianza Lima | Perú | 2021 |
| Liga 1 | Club Alianza Lima | Perú | 2022 |
| Liga 1 | Club Alianza Lima | Perú | 2024 |